# Neomyia laveifrons
Neomyia laveifrons är en tvåvingeart som först beskrevs av Friedrich Hermann Loew 1858.  Neomyia laveifrons ingår i släktet Neomyia och familjen husflugor. Inga underarter finns listade i Catalogue of Life.